# Gina Ravera
Gina Ravarra (San Francisco, 20 mei 1966), geboren als Gina D. Ravarra, is een Amerikaanse actrice.

## Biografie
Ravera werd geboren in San Francisco bij een Puerto Ricaanse vader en een Afro-Amerikaanse moeder. 
Ravera begon in 1990 met acteren in de film Lambada, waarna zij nog meerdere rollen speelde in films en televisieseries. Zij is vooral bekend van haar rol als rechercheur Irene Daniels in de televisieserie The Closer waar zij in 44 afleveringen speelde (2005-2009). Voor deze rol werd zij in 2008 en 2009 samen met de cast genomineerd voor een Screen Actors Guild Awards in de categorie Uitstekende Optreden door een Cast in een Dramaserie. 

## Filmografie

### Films
- 2007: The Great Debaters – als Ruth Tolson
- 2004: Pryor Offenses – als Tameka
- 2004: Gas – als Sheila
- 2003: Chasing Papi – als rechter
- 2002: Saint Sinner – als Rachel Dressler
- 2000: Rhapsody – als Lenore Foxwood
- 2000: 919 Fifth Avenue – als Sheila
- 1998: The Temptations – als Josephine
- 1997: Kiss the Girls – als Naomi Cross
- 1997: Soul Food – als Faith
- 1996: Get on the Bus – als Gina
- 1996: Soul of the Game – als Grace
- 1995: Showgirls – als Molly Abrams
- 1995: Illegal in Blue – als Alexis
- 1994: White Mile – als Alma
- 1992: Steal America – als Jeena
- 1990: Lambada – als Funk Queen

### Televisieseries
Uitgezonderd eenmalige gastrollen.
- 2020: Station 19 - als Claudia Flores - 2 afl.
- 2018: Arrow - als Lydia Cassamento - 3 afl.
- 2005-2009: The Closer – als rechercheur Irene Daniels – 44 afl.
- 2006-2008: ER – als dr. Bettina DeJesus – 13 afl.
- 2000-2001: The Fugitive – als Sara Gerard – 3 afl.
- 1999-2001: Time of Your Life – als Jocelyn House – 19 afl.
- 1993-1994: Silk Stalkings – als dr. Diana Roth – 7 afl.

- Bibliothèque nationale de France: cb16502344s (data)
- International Standard Name Identifier: 0000 0000 4155 5329
- Library of Congress Control Number: no97037392
- Nationale Bibliotheek van Israël: 987007376390105171
- SNAC: w6cv5kxw
- Virtual International Authority File: 56216227
- WorldCat: E39PBJkHthD36vx7PBPcR3fXh3